# Druga strona miłości
Druga strona miłości (ang. Locked Up: A Mother's Rage) to amerykański telewizyjny dramat obyczajowy CBS zrealizowany w 1991 roku. Film porusza problem wychowania dzieci, które pozostawione samym sobie mają wszelkie szanse podążyć śladem więzionych rodziców. A prawo nieraz tę drogę ułatwia

## Treść
Annie Gallagher (Cheryl Ladd), samotna matka wychowująca trójkę dzieci, nie odmawia, gdy kolega z pracy zaprasza ją na koncert Madonny. Zgadza się też przechować do koncertu jego kopertę z pieniędzmi. Przyjechawszy, zgodnie z umową, do domu Danny'ego (Peter Reckell), zostaje zaaresztowana za handel narkotykami, czego dowodem jest właśnie ta koperta. Dostaje duży wyrok sądowy. Dzieci Annie trafiają pod opiekę siostry Cathy (Jean Smart) i boleśnie przeżywają rozłąkę z matką. Małżeństwo Cathy rozpada się z ich powodu, jeszcze pogarszając sytuację. Annie w więzieniu jest jedną z wielu podobnie cierpiących z powodu rozłąki z dziećmi. Annie angażuje się mocno w działania mające na celu umożliwienie im dłuższego i bliższego wzajemnego kontaktu. Troska o własne dzieci skłania ją też do podjęcia starań o uzyskanie ułaskawienia. Rozczarowana Annie do swego adwokata chce tę partię rozegrać sama, pojawia się pewnego dnia w więziennej bibliotece, pełnej publikacji z prawa karnego. Przy pomocy Frances (Diana Muldaur) udaje się Annie wdrożyć w życie letni program, który umożliwia matkom spędzenie 7 dni ze swymi dziećmi. Po czterech latach gubernator podejmuje decyzję.